# Афро-Азиатский Кубок Наций
Афро-Азиатский Кубок Наций (англ. Afro-Asian Cup of Nations) — футбольный турнир и одноимённый трофей, который разыгрывался между победителем Кубка Азии или Летних Азиатских игр и победителем Кубка Африканских наций.
Первый розыгрыш состоялся в 1978 году. В первом матче сборная Ирана победила сборную Ганы со счётом 3-0, но ответная игра не состоялась из-за политических проблем в Иране, турнир был отменен, приз не был вручен.
В 1989 и 2005 годах турнир был отменен. Розыгрыш 1997 года был отложен до 1999 года. А турнир 1999 года тоже был отменен (между Египтом и Ираном).
30 июля 2000 года по решению КАФ турнир прекратил существование. Так как представители АФК поддержали Германию, а не Южную Африку в голосовании за проведение чемпионата мира 2006 года.
В 2005 году планировалась возобновить турнир матчем между сборными Туниса и Японии, но игры так и не состоялись.
В 2007 году розыгрыш трофея всё же был возобновлен под названием Кубок Вызова АФК Азия/Африка. После этого турнир не был продолжен.

## Результаты и статистика

### Финалы
| Годы | Хозяева                        |             | Финал              | Финал             | Финал |
| Годы | Хозяева                        | Победитель  | Результаты         | Финалист          |       |
| ---- | ------------------------------ | ----------- | ------------------ | ----------------- | ----- |
| 1985 | Камерун Саудовская Аравия      | Камерун     | 4 — 1 1 — 2        | Саудовская Аравия |       |
| 1988 | Катар                          | Южная Корея | 1 — 1 (пен: 4 — 3) | Египет            |       |
| 1991 | Алжир Иран                     | Алжир       | 1 — 0 1 — 2        | Иран              |       |
| 1993 | Япония                         | Япония      | 1 — 0 (доп.вр.)    | Кот д’Ивуар       |       |
| 1995 | Нигерия Узбекистан             | Нигерия     | 1 — 0 3 — 2        | Узбекистан        |       |
| 1997 | Южная Африка Саудовская Аравия | ЮАР         | 1 — 0 0 — 0        | Саудовская Аравия |       |
| 2007 | Япония                         | Япония      | 4 — 1              | Египет            |       |

## Статистика результатов участников

### По континентам
| Континент | Победители                 | Финалисты                  |
| --------- | -------------------------- | -------------------------- |
| Африка    | 4 (1985, 1991, 1995, 1997) | 3 (1987, 1993, 2007)       |
| Азия      | 3 (1987, 1993, 2007)       | 4 (1985, 1991, 1995, 1997) |

### Сборные
| Команды           | Победители     | Финалисты      |
| ----------------- | -------------- | -------------- |
| Япония            | 2 (1993, 2007) | -              |
| Алжир             | 1 (1991)       | -              |
| Камерун           | 1 (1985)       | -              |
| Нигерия           | 1 (1995)       | -              |
| ЮАР               | 1 (1997)       | -              |
| Республика Корея  | 1 (1987)       | -              |
| Египет            | -              | 2 (1987, 2007) |
| Саудовская Аравия | -              | 2 (1985, 1997) |
| Иран              | -              | 1 (1991)       |
| Кот-д’Ивуар       | -              | 1 (1993)       |
| Узбекистан        | -              | 1 (1995)       |